# Devil Beside You (série télévisée)
Devil Beside You (chinois simplifié : 恶魔在身边 ; chinois traditionnel : 惡魔在身邊 ; pinyin : Èmó zài shēnbiān) est une série télévisée taïwanaise en 20 épisodes de 47 minutes, créée par Akuma de Soro, d'après le manga shojo japonais Lovely Devil de Takanashi Mitsuba, réalisée par Danny Pang et diffusée entre le 26 juin et le 18 septembre 2005 sur CTV.
Cette série est inédite dans tous les pays francophones.

## Synopsis
Depuis qu’elle est à l’université, Qi Yue ne cesse de rêvasser sur le capitaine de l’équipe de basket, Yuan Yi. Elle suit les conseils de ses deux meilleures amies et décide d’écrire une lettre où elle met tous ses sentiments envers le jeune homme. Rassemblant tout son courage, elle se poste à la sortie des cours près de la porte d’entrée afin de la lui remettre.
Malheureusement pour elle, il ne la remarque pas et passe son chemin. Sidérée, Qi Yue le regarde passer puis aperçoit Jiang Meng. Fils du Président de l’université, il est vu comme un voyou aimant jouer avec les femmes. Ivre de colère, elle quitte les lieux. Ce n’est que quelques heures plus tard qu’elle remarque qu’elle ne possède plus sa lettre. Revenant sur le lieu de la disparition, celle-ci n’est plus là. Le lendemain, Jiang Meng lui explique qu’il possède la lettre et qu’il est prêt à faire des photocopies du précieux recueil de sentiments si elle ne devient pas son esclave. Se sentant obligée de se plier à la requête du jeune homme, Qi Yue accepte malgré elle de lui obéir. De retour chez elle, elle tombe des nues lorsque sa mère lui apprend qu’elle va se remarier et que l’heureux élu n’est autre que le Président de son université et que Jiang Meng sera son demi-frère.

## Distribution
- Rainie Yang : Qi Yue
- Mike He : Jiang Meng
- Kingone Wang (en) : Yuan Yi
- Tsai Pei Lin : Qing Zi
- Ivy Fan Xiao Fan : Xin Li Xiang
- He Du Lin : Jiang You Hui
- Ge Wei Ru: Huang Xue Wei
- Masuyama Yuki : Yu Yang Ping
- Yuan Jun Hao : Guo Kai
- Figaro Ceng Shao Zong : Yuan Chuan Rang
- Katherine Wang Kai Di : Liu Mei Di
- Fu Xiao Yun : Xiao Cai
- Wu Zhong Tian : Tian Si Shen
- Wang Jian Min : Chui Ming
- Tang Qi : Grandma Jiang
- Meng Ting Li : Yuan Mei Jin
- Janel Tsai : Chuang Ya Lin

## Épisodes
Il y a 20 épisodes d'environ 47 minutes.